# Felsőgagy
Felsőgagy é um município da Hungria, situado no condado de Borsod-Abaúj-Zemplén. Tem 14,47 km² de área e sua população em 2015 foi estimada em 216 habitantes.